# Norma (operă)
Norma este o operă (tragedie lirică) în două acte de Vincenzo Bellini , după un libret de Felice Romani (după tragedia omonimă a lui Alexandre Soumet).
Premiera operei a avut loc la Teatro alla Scala ("Scala") din Milano la 26 decembrie 1831.

## Istoria creării
În vara anului 1830, impresarul teatrului la Scala, Giuseppe Crivelli, i-a dat comandă lui Bellini de a scrie o operă pentru deschiderea sezonului de carnaval italian la 26 decembrie 1831. Așa cum Bellini avea deja informația referitor la soliștii care vor evolua în rolurile principale, urma să găsească un subiect cât mai adecvat în prezentarea și exprimarea calităților vocale și actoricești a eroilor. Bellini împreună cu libretistul său Romani, citind în limba franceză tragedia Norma a lui Soumet, rămân fascinați de ea, și încep imediat lucrul asupra operei cu același nume.

## Personajele principale
- Pollione, proconsul roman în Galia (tenor)
- Oroveso, marele preot al druizilor, tatăl Normei (bas)
- Norma, marea preoteasă a templului druizilor (soprană)
- Adalgisa, vestală a templului (soprană)
- Clotilda, confidenta Normei (mezzo-soprană)
- Flavio, prietenul lui Pollione (tenor)

## Acțiunea:
Acțiunea se petrece în trecutul îndepărtat al Galiei,
cucerită și subjugată de romani.

### ACTUL I
În templul sacru, pe lângă altar, la poalele sfântului Irmins (Irmin - zeul cerului, ulterior zeul războiului), trec în procesiune druizii, îmbrăcați în veșminte albe. Ei s-au adunat să asculte voința zeilor. Prin intermediul profetei Norma, druizii cheamă galii la luptă împotriva romanilor. Orovez, preotul suprem, poruncește ca toți să fie gata și să se adune la statuia divină când vor auzi sunetele de alarmă. 
În templul părăsit se strecoară pe neobservate romanii (proconsulul Pollione și prietenul său Flavio). Pollione povestește despre fiica preotului suprem, profeta Norma, care în numele dragostei ce i-o poartă, a încălcat legea credinței - legământul castității. Cei doi copii ai Normei, pe care îi ascunde de ochii lumii, sunt și copii lui. Pollione, însă n-o mai iubește pe Norma, acum inima îi aparține alteia, tinerei Adalgisa.
Bătăile clopotului cheamă druizii în templu. Romanii se ascund. Înconjurată de alte profete, apare atotputernica și frumoasa Norma, a cărei față inspiră blândețe și putere. Norma rostește decizia zeilor: „Poporul trebuie să mențină pacea.
În templu rămâne Adalgisa. Sufletul ei este răvășit de durere și neliniște. Ea roagă zeii să o ferească de dragostea interzisă pentru oșteanul roman, în fața căreia nu poate rezista. Rugându-se, Adalgisa este surprinsă de către Pollione, care o convinge să plece cu el la Roma.
Între timp Norma, ca o felină încolțită, doborâtă de răceala lui Pollione, nu-și găsăște locul. Norma înțelege că nu-l va putea păstra alături de ea pe Pollione. Măcinată de suferință și disperare, femeia încearcă să-și găsească alinarea în copii, însă aceștia îi amintesc și mai mult de durerea ei provocată de infideletatea iubitului. 
Între timp în apartamentele Normei apare Adalgisa. Ea vine la profetă să caute ocrotire și alinare. Pătrunsă de considerație față de Norma, Adalgisa cade în genunchi și îi mărturisește pasiunea sa față de un roman. Uitând de propriile suferințe, Norma este gata s-o ajute pe Adalgisa. Cât de bine înțelege ea durerea acestei fete! Aflând că este vorba despre Pollione, sufletul Normei se umple de ură, și-i dezvăluie Adalgisei, fără să-și dea seama, taina copiilor săi. Plină de considerație pentru profetă, tânăra este hotărâtă să o ajute pe Norma.

### ACTUL II
Gândul la copii o neliniștește pe Norma. Ea este speriată de soarta lor. În culmea disperării, sfâșiată de sentimente contradictorii ea este gata să-i omoare. Însă, în ultima clipă, înțelege că nu poate s-o facă. Plângând, Norma își strânge la piept copii speriați. Dragostea de mamă învinge orgoliul rănit al femeii părăsite. Învingând suferințele, Norma o cheamă pe Adalgisa, binecuvântează căsătoria ei cu Pollione și îi încredințează copiii. Adalgisa, răpusă de bunătatea profetei, nu poate accepta această jertfă. Ea jură să-i reîntoarcă dragostea lui Pollione, iar copiilor - tatăl. Hotărâtă, Adalgisa se îndreaptă spre Pollione, decisă să-i trezească sentimentele datoriei și rușinii. 
Între timp Norma, mai având speranță, refuză să binecuvânteze în numele zeilor complotul galilor împotriva lui Pollione. Despre aceasta, Orovez le comunică oștenilor, îndemnându-i pentru un timp să nu-și manifeste setea de răzbunare. 
Evenimentele evoluează spre deznodământul tragic. Norma așteaptă în templu întoarcerea Adalgisei. Pentru autoritara și atotputernica Norma este umilitor chiar și gândul de a se adresa trădătorului Pollione. Totuși sentimentul față de omul iubit încă îi răvășește sufletul.
Rugămintea Adalgisei s-a dovedit a fi zadarnică. Pollione e de neînduplecat. Mai mult decât atât, el jură s-o răpească pe Adalgisa din templul sacru. Această veste rănește amorul propriu al Normei. Mânia îi reîntoarce forțele, demnitatea și mândria. Profeta, gata de răzbunare, își cheamă oștenii. Norma îi îndeamnă la luptă împotriva Romei. Oștenii întâmpină decizia multașteptată cu aclamații.
Dar iată că se aude o veste nedorită – sfântul templu este pângărit. Având intenția de a o răpi pe Adalgisa, acolo pătrunde Pollione. Conform legii druizilor, Pollione va fi condamnat la moarte. Prizonierul va fi adus jertfă zeilor. Acum Norma ar fi putut să se bucure din plin, triumfând. Dar din nou în sufletul ei biruie femeia care iubește. Ea cere să fie lăsată singură cu Pollione. Norma îi promite acestuia viața și libertatea în schimbul dragostei lui. Dar mândrul roman este gata să accepte mai degrabă moartea, decât să facă acest compromis. Profeta ia hotărârea decisivă. Este adunat poporul. Norma declară că ea va urca pe rug în calitate de jertfă zeilor. Ea urcă pe rug însoțită de Pollione care își dă seama prea târziu de noblețea sufletească a femeii pe care a trădat-o.